# غانم هداف
غانم هداف، لاعب كرة قدم قطري، من مواليد 27 سبتمبر 1991 . لعب سابقاً مع نادي السيلية .

## روابط خارجية
- غانم هداف على موقع Soccerway.com (الإنجليزية)
- غانم هداف على موقع عالم كرة القدم.نت (الإنجليزية)